# Ralph Bergmann (Volleyballspieler)
Ralph Bergmann (* 26. Mai 1970 in Ruit auf den Fildern, heute Ortsteil von Ostfildern) ist ein ehemaliger deutscher Volleyball-Nationalspieler. Nach einigen Stationen als Trainer ist er seit 2020 sportlicher Leiter beim USC Münster.

## Karriere als Spieler
Ralph Bergmann begann seine Laufbahn beim kleinen TV Schledehausen in der niedersächsischen Provinz. Über den VfL Lintorf und den VBC Paderborn kam er zum Moerser SC in die Bundesliga. Mit dem MSC wurde er 1992 deutscher Meister. Ein Jahr später gewann er den DVV-Pokal. Anschließend erreichte er mit der A-Nationalmannschaft Platz vier bei der EM in Finnland. Zwei Jahre später reichte es bei der EM in Griechenland nur zu Rang acht. Mit seinem neuen Verein SV Bayer Wuppertal wurde der Nationalspieler 1997 erneut deutscher Meister. Im Sommer erlebte er seine dritte Europameisterschaft. 1999 und 2001 folgten zwei weitere Turnierteilnahmen. Nach seinem Abschied aus Wuppertal verließ Bergmann die Bundesliga und ging ins Ausland. Zunächst spielte er in Portugal, dann war er in Belgien bei Knack Randstad Roeselare und Noliko Maaseik aktiv. In der Saison 2005/06 wurde er mit Paris Volley französischer Meister. Danach wechselte er zu den Aon hotVolleys Wien. Bei der WM 2006 in Japan belegte der international erfahrene Volleyballer mit der Nationalmannschaft den neunten Platz. Seine sechste Europameisterschaft endete 2007 in Russland auf Rang fünf. In der Saison 2007/08 spielte Bergmann wieder in der Bundesliga bei seinem alten Verein Moerser SC. Zum Abschluss seiner langen Nationalmannschaftskarriere erreichte er bei den Olympischen Spielen in Peking im August 2008 den neunten Platz. Danach wechselte er wieder ins Ausland zum PAOK Thessaloniki, wo er allerdings bereits im November 2008 wieder entlassen wurde. Nach einem kurzen Engagement in der Türkei bei Halkbank Ankara beendete Ralph Bergmann im Juni 2009 seine Karriere als Leistungssportler.

## Karriere als Trainer
Von 2009 bis 2011 trainierte Bergmann die Volleyballmänner des VfL Lintorf, mit denen ihm 2010 der Aufstieg in die 2. Bundesliga gelang. Nach dem sofortigen Abstieg in die Regionalliga Nordwest war Bergmann von 2011 bis 2013 Trainer beim Ligakonkurrenten FC Schüttorf 09. Hier wurde er 2012 Meister und stieg in die 2. Bundesliga auf.
Von November 2011 bis 2013 war Bergmann zusätzlich Co-Trainer der deutschen Volleyballnationalmannschaft der Männer. Seit 2013 war er hauptamtlich als „Landestrainer und Bundesstützpunkttrainer Beach“ beim Westdeutschen Volleyball-Verband tätig. Im März 2020 wurde Bergmann sportlicher Leiter beim Frauen-Bundesligisten USC Münster. Von Anfang Dezember 2020 bis zum Saisonende vertrat er zusätzlich Münsters Trainerin Lisa Thomsen.

## Privates
Bergmann erlitt 1992 einen Schlaganfall, der zu einer vorübergehenden Lähmung führte. Die Ärzte diagnostizierten einen angeborenen Herzfehler, der die sportliche Karriere gefährdete. Bergmann ist verheiratet und hat drei Kinder.